# Meuilley
Meuilley é uma comuna francesa na região administrativa da Borgonha-Franco-Condado, no departamento de Côte-d'Or. Estende-se por uma área de 6,12 km². Em 2010 a comuna tinha 476 habitantes (densidade: 77,8 hab./km²).